# Großer Preis von Belgien 1997
Der Große Preis von Belgien 1997 (offiziell LV Belgian Grand Prix) fand am 24. August auf dem Circuit de Spa-Francorchamps in Spa statt und war das zwölfte Rennen der Formel-1-Weltmeisterschaft 1997.

## Bericht

### Hintergrund
Nach dem Großen Preis von Ungarn führte Michael Schumacher in der Fahrerwertung mit drei Punkten vor Jacques Villeneuve und mit 34 Punkten vor Jean Alesi. In der Konstrukteurswertung führte Ferrari mit zwei Punkten vor Williams-Renault und mit 29 Punkten vor Benetton-Renault.
Mit Michael Schumacher (dreimal) und Damon Hill (zweimal) traten zwei ehemalige Sieger zu diesem Grand Prix an.

### Training
Vor dem Rennen fanden zwei Trainingseinheiten statt: Die erste am Freitagmorgen und die zweite am Samstagmorgen.
Das erste freie Training am Freitag fand bei Regen statt. Gerhard Berger konnte sich mit 2:06,802 Minuten die Bestzeit holen. Gleich dahinter lag sein Teamkollege Alesi, Rubens Barrichello, Hill und Michael Schumacher. Für eine Überraschung konnte Ukyō Katayama mit Platz zehn sorgen. Villeneuve erreichte nur Platz 17 mit einer Zeit von 2:11,706 Minuten, was rund fünf Sekunden langsamer als die Bestzeit des Österreichers war. Alle Fahrer lagen innerhalb von siebeneinhalb Sekunden.
Im zweiten freien Traning am Samstag unter trockenen Bedingungen konnte Villeneuve aufzeigen und mit 1:50,407 Minuten die schnellste Runde vor Alesi setzen. Dahinter folgten Heinz-Harald Frentzen, Giancarlo Fisichella, Berger, Hill und Michael Schumacher. Katayama konnte seinen Minardi auf Platz 13 positionieren. Mika Häkkinen sowie Eddie Irvine hatten massive Probleme und konnten nur wenige Runden fahren. Beide lagen mehr als 16 Sekunden hinter Villeneuve. Alle Fahrer, ohne Häkkinen und Irvine, lagen innerhalb von sechs Sekunden.

### Qualifying
Villeneuve konnte seine Vortagesbestzeit um eine Sekunde verbessern und holte sich erneut vor Alesi die Pole-Position. Acht Zehntel dahinter lag Michael Schumacher. Katayama, der bei beiden vorherigen Sessions gute Leistungen abliefern konnte, musste sich diesmal rund vier Sekunden hinter Villeneuve auf Platz 20 wiederfinden. Alle Fahrer lagen innerhalb von fünf Sekunden.

### Warm-Up
Diese Session fand noch unter trockenen Bedingungen statt; erst nach dem Ende begann es für alle überraschend zu regnen, was das Rennen noch beeinflusste.
Zum dritten Mal konnte Villeneuve die schnellste Zeit setzen, dahinter platzierten sich Ralf Schumacher, Johnny Herbert, Alesi, Hill und Berger. Michael Schumacher lag rund zwei Sekunden hinter seinem Verfolger in der Fahrerweltmeisterschaft, Katayama konnte sich überraschend vor Schumacher platzieren. Alle Fahrer lagen innerhalb von vier Sekunden.

### Rennen
Aufgrund des überraschenden Regenfalls entschied man sich, den Start hinter dem Safety-Car vorzunehmen. Der Regen begann eine halbe Stunde vor dem Rennen und hielt rund 20 Minuten an, woraufhin die Strecke abzutrocknen begann.
Einzig aus den vorderen Reihen starteten Villeneuve, Frentzen, sowie Alesi mit Regenreifen, während die anderen Fahrern auf Intermediates setzten. In der Aufwärmrunde drehte sich Ralf Schumacher in der Kurve Stavelot, was ihn zum Starten aus der Boxengasse zwang.
Für drei Runden fuhr man hinter dem Safety-Car, in Runde vier wurde das Rennen freigegeben. Villeneuve konnte seine Führung vor Alesi und Michael Schumacher behaupten. Doch nach einer Runde begann Michael Schumacher, Alesi zu hetzen. In der ersten Kurve, der La Source-Haarnadelkurve, in Runde fünf gelang ihm ein waghalsiges Überholmanöver gegen Alesi. Bereits in der Rivage-Kurve konnte er den führenden Villeneuve überholen. Michael Schumacher begann sich rasant abzusetzen; zum Ende der Runde betrug sein Abstand auf Villeneuve fast sechs Sekunden, zum Ende der sechsten Runde ganze 17 Sekunden.
Michael Schumacher konnte seine Führung konstant ausbauen, und so führte er ab Runde zwölf eine ganze Minute vor dem Zweiten. Villeneuve hingegen wurde aufgrund zweier unplanmäßiger Boxenstopps bis auf Platz 16 zurückgereicht.
Die Strecke begann abzutrocknen und in Runde 14 holte sich Michael Schumacher die Trockenreifen. Der Deutsche konnte seine Führung bis ins Ziel verteidigen und gewann überlegen, während sein ärgster Konkurrent nur Platz sechs erreichte.
Nach dem Rennen wurde Häkkinen, der das Rennen auf Platz drei beendete, noch disqualifiziert. Grund war ein illegaler Treibstoff, der im McLaren des Finnen entdeckt wurde. Dadurch bedingt konnte Villeneuve noch auf Platz fünf vorrutschen.
Villeneuve sicherte sich mit 1:52,692 Minuten die schnellste Runde.
In der Fahrerwertung blieb Michael Schumacher vor Villeneuve, Frentzen war nun Dritter. In der Konstrukteurswertung blieben die ersten drei Positionen unverändert.

## Meldeliste
| Team                        | Nr. | Fahrer                | Chassis        | Motor                 | Reifen |
| --------------------------- | --- | --------------------- | -------------- | --------------------- | ------ |
| Danka Arrows Yamaha         | 01  | Damon Hill            | Arrows A18     | Yamaha 3.0 V10        | B      |
| Danka Arrows Yamaha         | 02  | Pedro Diniz           | Arrows A18     | Yamaha 3.0 V10        | B      |
| Rothmans Williams Renault   | 03  | Jacques Villeneuve    | Williams FW19  | Renault 3.0 V10       | G      |
| Rothmans Williams Renault   | 04  | Heinz-Harald Frentzen | Williams FW19  | Renault 3.0 V10       | G      |
| Scuderia Ferrari Marlboro   | 05  | Michael Schumacher    | Ferrari F310B  | Ferrari 3.0 V10       | G      |
| Scuderia Ferrari Marlboro   | 06  | Eddie Irvine          | Ferrari F310B  | Ferrari 3.0 V10       | G      |
| Mild Seven Benetton Renault | 07  | Jean Alesi            | Benetton B197  | Renault 3.0 V10       | G      |
| Mild Seven Benetton Renault | 08  | Gerhard Berger        | Benetton B197  | Renault 3.0 V10       | G      |
| West McLaren Mercedes       | 09  | Mika Häkkinen         | McLaren MP4/12 | Mercedes-Benz 3.0 V10 | G      |
| West McLaren Mercedes       | 10  | David Coulthard       | McLaren MP4/12 | Mercedes-Benz 3.0 V10 | G      |
| B&H Total Jordan Peugeot    | 11  | Ralf Schumacher       | Jordan 197     | Peugeot 3.0 V10       | G      |
| B&H Total Jordan Peugeot    | 12  | Giancarlo Fisichella  | Jordan 197     | Peugeot 3.0 V10       | G      |
| Prost Gauloises Peugeot     | 14  | Jarno Trulli          | Prost JS45     | Mugen-Honda 3.0 V10   | B      |
| Prost Gauloises Peugeot     | 15  | Shinji Nakano         | Prost JS45     | Mugen-Honda 3.0 V10   | B      |
| Red Bull Sauber Petronas    | 16  | Johnny Herbert        | Sauber C16     | Petronas 3.0 V10      | G      |
| Red Bull Sauber Petronas    | 17  | Gianni Morbidelli     | Sauber C16     | Petronas 3.0 V10      | G      |
| Tyrrell                     | 18  | Jos Verstappen        | Tyrrell 025    | Ford ED5 3.0 V8       | G      |
| Tyrrell                     | 19  | Mika Salo             | Tyrrell 025    | Ford ED5 3.0 V8       | G      |
| Minardi Team                | 20  | Ukyō Katayama         | Minardi M197   | Hart 3.0 V8           | B      |
| Minardi Team                | 21  | Tarso Marques         | Minardi M197   | Hart 3.0 V8           | B      |
| Stewart Ford                | 22  | Rubens Barrichello    | Stewart SF01   | Ford Zetec-R 3.0 V10  | B      |
| Stewart Ford                | 23  | Jan Magnussen         | Stewart SF01   | Ford Zetec-R 3.0 V10  | B      |

## Klassifikation

### Qualifying
| Pos.                                                                       | Fahrer                | Konstrukteur      | Zeit     | Start |
| -------------------------------------------------------------------------- | --------------------- | ----------------- | -------- | ----- |
| 01                                                                         | Jacques Villeneuve    | Williams-Renault  | 1:49,450 | 01    |
| 02                                                                         | Jean Alesi            | Benetton-Renault  | 1:49,759 | 02    |
| 03                                                                         | Michael Schumacher    | Ferrari           | 1:50,293 | 03    |
| 04                                                                         | Giancarlo Fisichella  | Jordan-Peugeot    | 1:50,470 | 04    |
| 05                                                                         | Mika Häkkinen         | McLaren-Mercedes  | 1:50,503 | 05    |
| 06                                                                         | Ralf Schumacher       | Jordan-Peugeot    | 1:50,520 | 06    |
| 07                                                                         | Heinz-Harald Frentzen | Williams-Renault  | 1:50,656 | 07    |
| 08                                                                         | Pedro Diniz           | Arrows-Yamaha     | 1:50,853 | 08    |
| 09                                                                         | Damon Hill            | Arrows-Yamaha     | 1:50,970 | 09    |
| 10                                                                         | David Coulthard       | McLaren-Mercedes  | 1:51,410 | 10    |
| 11                                                                         | Johnny Herbert        | Sauber-Petronas   | 1:51,725 | 11    |
| 12                                                                         | Rubens Barrichello    | Stewart-Ford      | 1:51,916 | 12    |
| 13                                                                         | Gianni Morbidelli     | Sauber-Petronas   | 1:52,094 | 13    |
| 14                                                                         | Jarno Trulli          | Prost-Mugen-Honda | 1:52,274 | 14    |
| 15                                                                         | Gerhard Berger        | Benetton-Renault  | 1:52,391 | 15    |
| 16                                                                         | Shinji Nakano         | Prost-Mugen-Honda | 1:52,749 | 16    |
| 17                                                                         | Eddie Irvine          | Ferrari           | 1:52,793 | 17    |
| 18                                                                         | Jan Magnussen         | Stewart-Ford      | 1:52,886 | 18    |
| 19                                                                         | Mika Salo             | Tyrrell-Ford      | 1:52,897 | 19    |
| 20                                                                         | Ukyō Katayama         | Minardi-Hart      | 1:53,544 | 20    |
| 21                                                                         | Jos Verstappen        | Tyrrell-Ford      | 1:53,725 | 21    |
| 22                                                                         | Tarso Marques         | Minardi-Hart      | 1:54,505 | 22    |
| 107-Prozent-Zeit: 1:57,112 min (bezogen auf die Bestzeit von 1:49,450 min) |                       |                   |          |       |

### Rennen
| Pos. | Fahrer                | Konstrukteur      | Runden | Stopps | Zeit        | Start | Schnellste Runde |
| ---- | --------------------- | ----------------- | ------ | ------ | ----------- | ----- | ---------------- |
| 01   | Michael Schumacher    | Ferrari           | 44     | 2      | 1:33:46,717 | 03    | 1:55,340 (41.)   |
| 02   | Giancarlo Fisichella  | Jordan-Peugeot    | 44     | 2      | + 26,753    | 04    | 1:54,688 (39.)   |
| 03   | Heinz-Harald Frentzen | Williams-Renault  | 44     | 2      | + 32,147    | 07    | 1:53,874 (43.)   |
| 04   | Johnny Herbert        | Sauber-Petronas   | 44     | 2      | + 39,025    | 11    | 1:53,615 (44.)   |
| 05   | Jacques Villeneuve    | Williams-Renault  | 44     | 3      | + 42,103    | 01    | 1:52,692 (43.)   |
| 06   | Gerhard Berger        | Benetton-Renault  | 44     | 3      | + 1:03,741  | 15    | 1:53,649 (43.)   |
| 07   | Pedro Diniz           | Arrows-Yamaha     | 44     | 2      | + 1:25,931  | 08    | 1:53,652 (42.)   |
| 08   | Jean Alesi            | Benetton-Renault  | 44     | 4      | + 1:42,008  | 02    | 1:55,348 (30.)   |
| 09   | Gianni Morbidelli     | Sauber-Petronas   | 44     | 2      | + 1:42,582  | 13    | 1:54,818 (39.)   |
| 10   | Eddie Irvine          | Ferrari           | 43     | 2      | DNF         | 17    | 1:55,290 (29.)   |
| 11   | Mika Salo             | Tyrrell-Ford      | 43     | 2      | + 1 Runde   | 19    | 1:56,919 (43.)   |
| 12   | Jan Magnussen         | Stewart-Ford      | 43     | 2      | + 1 Runde   | 18    | 1:55,726 (41.)   |
| 13   | Damon Hill            | Arrows-Yamaha     | 42     | 3      | DNF         | 09    | 1:54,074 (41.)   |
| 14   | Ukyō Katayama         | Minardi-Hart      | 42     | 2      | DNF         | 20    | 1:55,413 (41.)   |
| 15   | Jarno Trulli          | Prost-Mugen-Honda | 42     | 2      | + 2 Runden  | 14    | 1:55,152 (37.)   |
| –    | Jos Verstappen        | Tyrrell-Ford      | 25     | 1      | DNF         | 21    | 1:59,409 (16.)   |
| –    | Ralf Schumacher       | Jordan-Peugeot    | 21     | 1      | DNF         | 06    | 1:57,784 (16.)   |
| –    | David Coulthard       | McLaren-Mercedes  | 19     | 1      | DNF         | 10    | 1:59,169 (16.)   |
| –    | Tarso Marques         | Minardi-Hart      | 18     | 0      | DNF         | 22    | 2:02,763 (16.)   |
| –    | Rubens Barrichello    | Stewart-Ford      | 8      | 0      | DNF         | 12    | 2:16,804 (05.)   |
| –    | Shinji Nakano         | Prost-Mugen-Honda | 5      | 0      | DNF         | 16    | 2:19,161 (05.)   |
| DSQ  | Mika Häkkinen         | McLaren-Mercedes  | 44     | 2      | + 30,856    | 05    | 1:54,175 (43.)   |

Anmerkungen
1. ↑  Häkkinen beendete das Rennen als Dritter, wurde allerdings nachträglich wegen Verwendung eines illegalen Treibstoffes disqualifiziert.

## WM-Stände nach dem Rennen
Die ersten sechs des Rennens bekamen 10, 6, 4, 3, 2 bzw. 1 Punkt(e).

### Fahrerwertung
| Pos. | Fahrer                | Konstrukteur      | Punkte |
| ---- | --------------------- | ----------------- | ------ |
| 01   | Michael Schumacher    | Ferrari           | 66     |
| 02   | Jacques Villeneuve    | Williams-Renault  | 55     |
| 03   | Heinz-Harald Frentzen | Williams-Renault  | 23     |
| 04   | Jean Alesi            | Benetton-Renault  | 22     |
| 05   | Gerhard Berger        | Benetton-Renault  | 21     |
| 06   | Eddie Irvine          | Ferrari           | 18     |
| 07   | Olivier Panis         | Prost-Mugen-Honda | 15     |
| 08   | David Coulthard       | McLaren-Mercedes  | 14     |
| 09   | Giancarlo Fisichella  | Jordan-Peugeot    | 14     |
| 10   | Mika Häkkinen         | McLaren-Mercedes  | 14     |
| 11   | Johnny Herbert        | Sauber-Petronas   | 14     |
| 12   | Ralf Schumacher       | Jordan-Peugeot    | 11     |
| 13   | Damon Hill            | Arrows-Yamaha     | 7      |

| Pos. | Fahrer             | Konstrukteur                     | Punkte |
| ---- | ------------------ | -------------------------------- | ------ |
| 14   | Rubens Barrichello | Stewart-Ford                     | 6      |
| 15   | Alexander Wurz     | Benetton-Renault                 | 4      |
| 16   | Jarno Trulli       | Prost-Mugen-Honda / Minardi-Hart | 3      |
| 17   | Mika Salo          | Tyrrell-Ford                     | 2      |
| 18   | Shinji Nakano      | Prost-Mugen-Honda                | 2      |
| 19   | Nicola Larini      | Sauber-Petronas                  | 1      |
| 20   | Pedro Diniz        | Arrows-Yamaha                    | 0      |
| 21   | Jan Magnussen      | Stewart-Ford                     | 0      |
| 22   | Jos Verstappen     | Tyrrell-Ford                     | 0      |
| 23   | Norberto Fontana   | Sauber-Petronas                  | 0      |
| 24   | Gianni Morbidelli  | Sauber-Petronas                  | 0      |
| 25   | Ukyō Katayama      | Minardi-Hart                     | 0      |
| 26   | Tarso Marques      | Minardi-Hart                     | 0      |

### Konstrukteurswertung
| Pos. | Konstrukteur      | Punkte |
| ---- | ----------------- | ------ |
| 01   | Ferrari           | 84     |
| 02   | Williams-Renault  | 78     |
| 03   | Benetton-Renault  | 46     |
| 04   | McLaren-Mercedes  | 28     |
| 05   | Jordan-Peugeot    | 25     |
| 06   | Prost-Mugen-Honda | 20     |

| Pos. | Konstrukteur    | Punkte |
| ---- | --------------- | ------ |
| 07   | Sauber-Petronas | 15     |
| 08   | Arrows-Yamaha   | 7      |
| 09   | Stewart-Ford    | 6      |
| 10   | Tyrrell-Ford    | 2      |
| 11   | Minardi-Hart    | 0      |
| –    | Lola-Ford       | 0      |